# Ravenea nana
Espèce
Statut de conservation UICN

 EN B2ab(iii); D : En danger
Ravenea nana est une espèce de plantes à fleurs de la famille des Arecaceae.

## Publication originale
- Kew Bulletin 49(4): 665–666, f. 6. 1994.